# Рёлль, Томас
Томас Кристофер Рёлль Ларсен (дат. Thomas Christopher Røll Larsen; род. 12 марта 1977, Орхус, Дания) — датский футболист, полузащитник, ныне персональный тренер в клубе «Силькеборг».

## Карьера игрока

### Клубная
Томас начинал карьеру в скромных клубах «Бюльдеруп Бов» и «Тённер». В 1994 году он присоединился к системе «Силькеборга», где сначала играл на позиции нападающего. В 1996 году главный тренер Пребен Элькьер-Ларсен перевёл игрока в первую команду, видя в нём большой потенциал. Томас дебютировал за «Силькеборг» в мае 1996 года. За 5 лет, проведённых в команде, полузащитник провёл 152 матча и забил 12 голов, внеся свой вклад в победах клуба в Кубке Интертото в 1996 и Кубке Дании в 2001 году.
Летом 2001 года Томас перешёл из «Силькеборга» в «Копенгаген» за 7 миллионов датских крон (950 тысяч евро). В этом клубе полузащитник отыграл 5 сезонов (с коротким возвращением в «Силькеборг» в 2005 году, где провёл 11 встреч), сыграл 97 игр и забил 20 голов, и трижды стал чемпионом Дании, а также дважды выиграл Суперкубок страны. В 2006 году он стал игроком «Мидтьюлланна», за который провёл всего 18 матчей и забил 2 мяча. В 2008 году Томас выступал на правах аренды за «Вайле», забив 1 гол в 27 играх. В 2009 году Томас играл за «Виборг», отметившись 2 забитыми мячами в 7 встречах. Летом у клуба начались финансовые проблемы, и Томас принял решение завершить карьеру на высоком уровне.
В 2011 году Томас начал выступать в низших дивизионах Дании за «КИФ Кьеллеруп». В составе этого клуба он прошёл путь до второго дивизиона Дании, где за 2 последних сезона в карьере сыграл 47 матчей и забил 2 гола.

### Международная
До приглашения в национальную сборную Дании Томас имел опыт выступлений за юношескую и молодёжную датские команды. Он дебютировал за датчан 12 октября 2002 года, заменив Мартина Йоргенсена на 75-й минуте матча отборочного турнира на Чемпионат Европы 2004 против сборной Люксембурга. Уже в своей второй игре 20 ноября 2002 Томас открыл счёт голам за сборную, поразив ворота сборной Польши в товарищеском матче. 18 января 2004 года он забил один мяч в товарищеской встрече со сборной США. В последний раз в футболке датской национальной команды Томас появился 31 марта 2004 года, выйдя на замену вместо Даниэля Йенсена на 78-й минуте товарищеской игры со сборной Испании.
| Матчи Томаса Рёлля за сборную Дании | Матчи Томаса Рёлля за сборную Дании | Матчи Томаса Рёлля за сборную Дании | Матчи Томаса Рёлля за сборную Дании | Матчи Томаса Рёлля за сборную Дании | Матчи Томаса Рёлля за сборную Дании |
| ----------------------------------- | ----------------------------------- | ----------------------------------- | ----------------------------------- | ----------------------------------- | ----------------------------------- |
| №                                   | Дата                                | Соперник                            | Счёт                                | Голы                                | Соревнование                        |
| 1                                   | 12 октября 2002                     | Люксембург                          | 2:0                                 | —                                   | Чемпионат Европы 2004 (отбор)       |
| 2                                   | 20 ноября 2002                      | Польша                              | 2:0                                 | 1                                   | Товарищеский матч                   |
| 3                                   | 12 февраля 2003                     | Египет                              | 4:1                                 | —                                   | Товарищеский матч                   |
| 4                                   | 7 июня 2003                         | Норвегия                            | 1:0                                 | —                                   | Чемпионат Европы 2004 (отбор)       |
| 5                                   | 11 июня 2003                        | Люксембург                          | 2:0                                 | —                                   | Чемпионат Европы 2004 (отбор)       |
| 6                                   | 20 августа 2003                     | Финляндия                           | 1:1                                 | —                                   | Товарищеский матч                   |
| 7                                   | 11 октября 2003                     | Босния и Герцеговина                | 1:1                                 | —                                   | Чемпионат Европы 2004 (отбор)       |
| 8                                   | 18 января 2004                      | США                                 | 1:1                                 | 1                                   | Товарищеский матч                   |
| 9                                   | 31 марта 2004                       | Испания                             | 0:2                                 | —                                   | Товарищеский матч                   |

Итого: 9 матчей / 2 гола; 5 побед, 3 ничьи, 1 поражение.

## Достижения
«Силькеборг»
- Обладатель Кубка Интертото (1): 1995/96
- Обладатель Кубка Дании (1): 2000/01

 «Копенгаген»
- Чемпион Дании (3): 2002/03, 2003/04, 2005/06
- Обладатель Суперкубка Дании (2): 2001, 2004

## Тренерская карьера
В свой последний сезон в «КИФ Кьеллеруп» Томас совмещал карьеру игрока с должностью ассистента главного тренера. В 2018 году он был назначен главным тренером клуба «Скиве». За 2 сезона Томас руководил командой в 70 матчах. В лета 2021 года он является персональным тренером в «Силькеборге», где начинал взрослую карьеру.